# Алєте рудий
Алє́те рудий (Alethe castanea) — вид горобцеподібних птахів родини мухоловкових (Muscicapidae). Мешкає в Центральній Африці. Сенегальський алєте раніше вважався підвидом рудого алєте.

## Підвиди
Виділяють два підвиди:
- A. c. castanea (Cassin, 1856) — від Нігерії до заходу ДР Конго і північної Анголи, на острові Біоко;
- A. c. woosnami Ogilvie-Grant, 1906 — від центральних районів ДР Конго до Південного Судану і Уганди.

## Поширення і екологія
Руді алєте живуть в рівнинних тропічних лісах Центральної Африки. Зустрічаються на висоті до 1500 м над рівнем моря.